# Selfie (sèrie de televisió)
Selfie és una sèrie de televisió dels Estats Units d'Amèrica de comèdia romàntica on participen els actors principals Karen Gillan i John Cho. La sèrie, la qual fou creada i produïda per Emily Kapnek per a Warner Bros. Television, tingué el seu debut al canal de la ABC durant la temporada de programació dels Estats Units del 2014 al 2015. La sèrie s'estrenà el 30 de setembre de 2014.
Fou cancel·lada per ABC el 7 de novembre de 2014. El 13 de novembre ABC anuncià que llevarien la resta d'episodis de Selfie i els substituirien amb episodis de Shark Tank i especials del Dia d'Acció de Gràcies i de Nadal.
El 25 de novembre de 2014, el primer dels episodis restants foren publicats a Hulu, WatchABC.com i altres plataformes de vídeo baix demanda. La resta d'episodis van ser publicats setmanalment, amb l'últim episodi sent publicat el 30 de desembre de 2014.